# Île de Nôle
L'île de Nôle est une île située sur la commune de Bourcefranc-le-Chapus dans le département français de la Charente-Maritime ( région Nouvelle-Aquitaine). Cette île est plus petite que l'île Madame. Autrefois utilisée par les ostréiculteurs, l'île de Nôle ne possède aucune construction.

## Géographie
L'île de Nôle est la plus petite des cinq îles charentaises qui sont, par taille décroissante : l'île d'Oléron, l'île de Ré, l'île d'Aix, l'île Madame et l'île de Nôle. Comme ses voisines, elle appartient administrativement au département de la Charente-Maritime. Il s'agit d'un écart de la commune de Bourcefranc-le-Chapus.
L'île de Nôle est un îlot caillouteux dont la superficie totale est d'environ quatre hectares. et d'un périmètre d'environ 0,95 km. Elle s'étire sur une longueur maximale de 390 m et sur une largeur maximale de 160 m et 90 m sur sa partie la plus étroite. Elle ne comporte qu'un seul arbuste (voir photo) et n'est couverte que d'herbe et d'une végétation rase de bord de mer.
Elle est baignée par le Coureau d'Oléron, au pied du pont d'Oléron. Située à environ 100 mètres du continent, elle n'y est pas reliée, mais elle est accessible uniquement à marée basse.
Un petit plateau rocheux immergé lui est accolé à l'ouest et nommé rocher de Nôle sur la carte topographique.

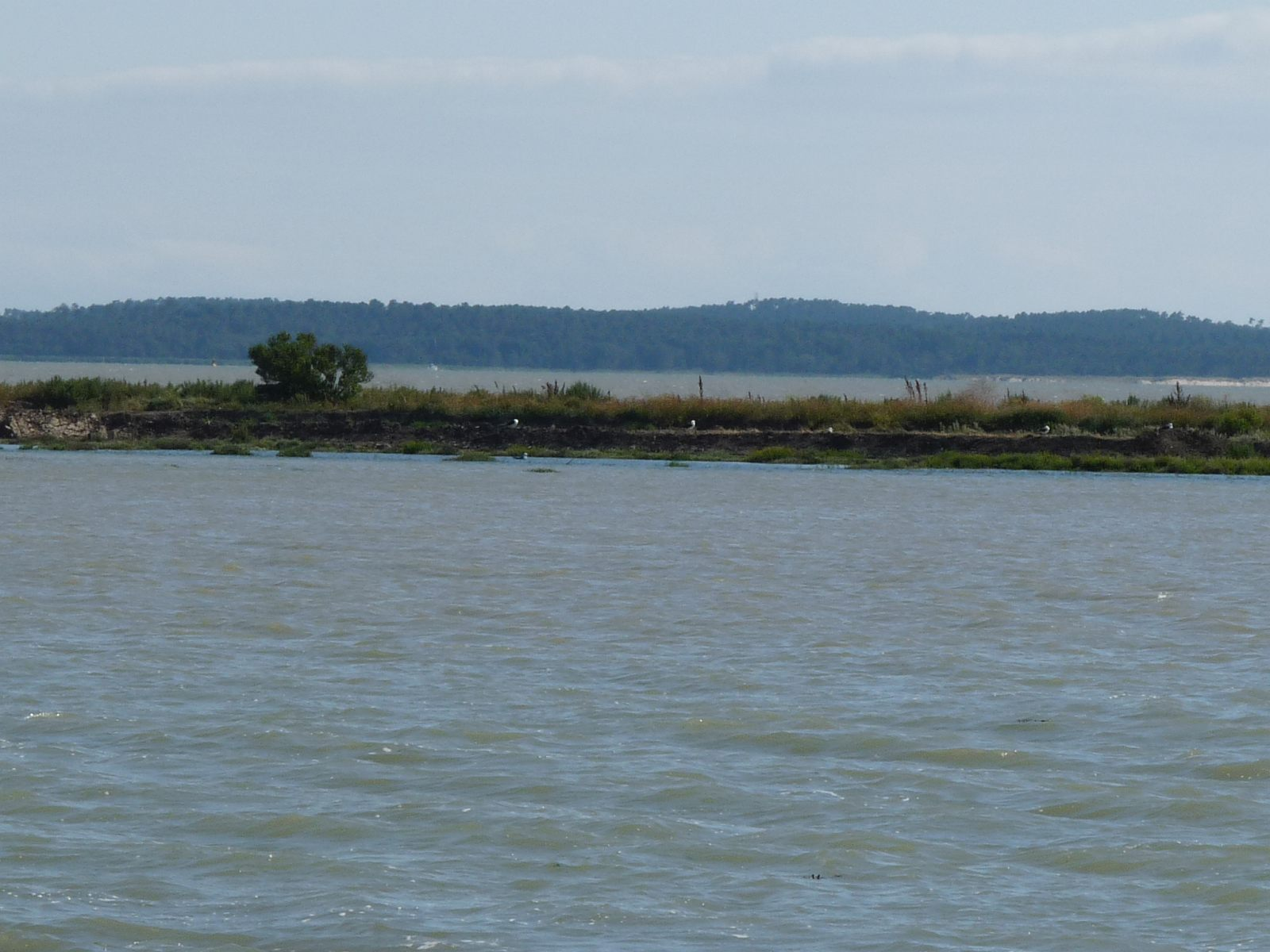
Partie centrale.
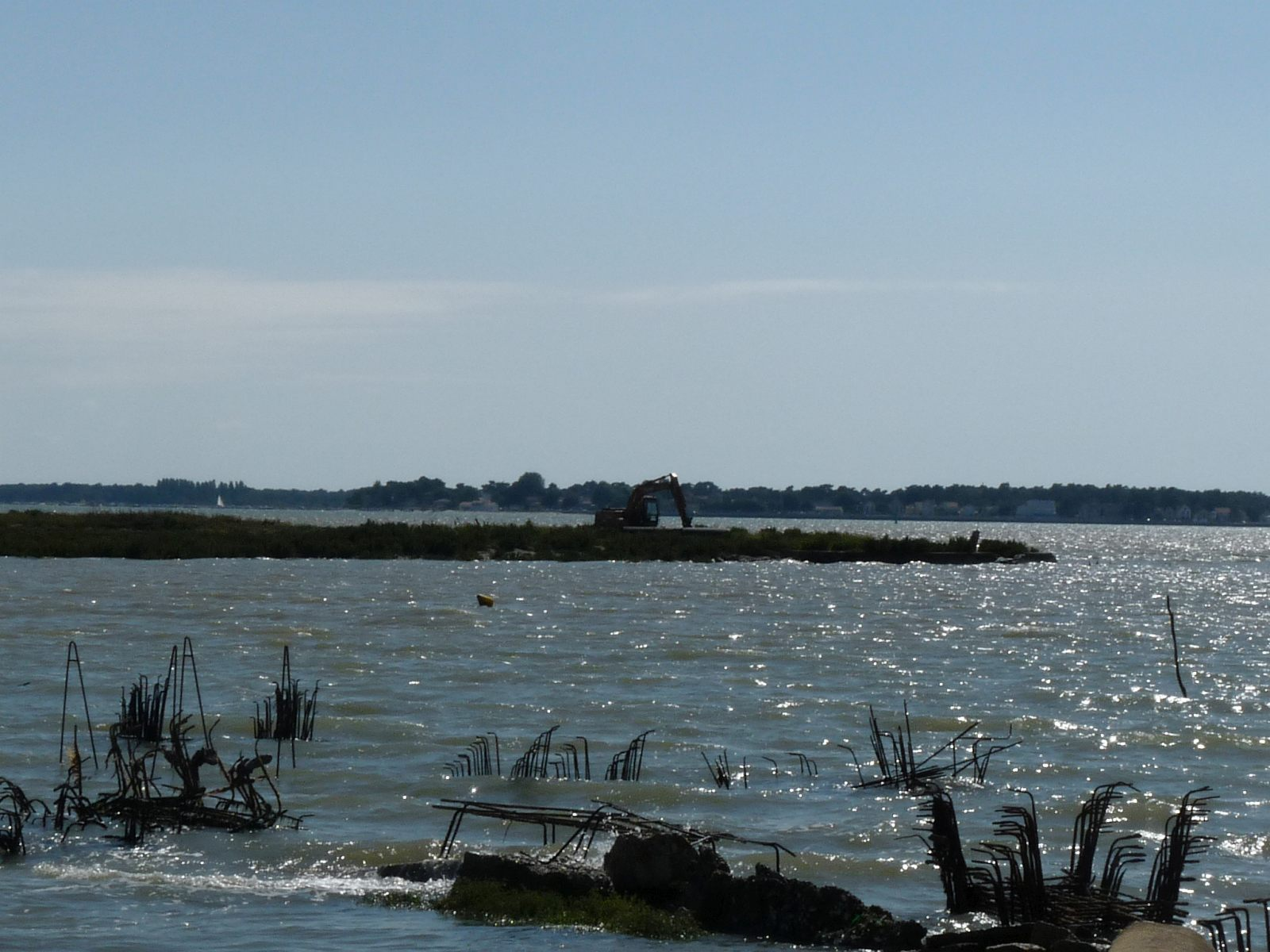
Pointe sud.

## Histoire
L'île figure sur la carte de la presqu'île d'Arvert du XVIe siècle et est orthographiée « nole ». Elle figure aussi sur les cartes de Claude Masse au XVIIe siècle, orthographiée « Noles » et « Nole »
Cependant, l'île actuelle est de terrain alluvionnaire et serait donc relativement récente d'après cet auteur.